# 河越重定
河越 重定（かわごえ しげさだ、1897年（明治30年）7月8日 - 1956年（昭和31年）12月21日）は、大日本帝国陸軍軍人。最終階級は陸軍少将。

## 経歴
1897年（明治30年）に鳥取県で生まれた。陸軍士官学校第31期、陸軍大学校第40期卒業。1930年（昭和5年）4月から1933年（昭和8年）3月まで陸軍派遣学生として東京帝国大学法学部政治学科で聴講した。1939年（昭和14年）1月16日に陸軍省兵務局課員に就任し、8月1日に陸軍歩兵大佐進級と同時に歩兵第9連隊長に着任。1940年（昭和15年）8月に朝鮮軍参謀に転じ、1941年（昭和16年）7月に第5師団参謀長（第25軍）に就任。太平洋戦争開戦後はマレー作戦、シンガポール攻略戦に出征した。
1942年（昭和17年）4月に総力戦研究所所員に転じた。1944年（昭和19年）3月1日に陸軍少将に進級し、8月3日に第5軍参謀長（関東軍・第1方面軍）に就任。ソ連対日参戦の際には国境陣地を突破され、牡丹江の戦いでは軍主力を牡丹江から撤退させて終戦時は鶏寧に位置した。